# Харбатово
Харбатово — село в Качугском районе Иркутской области России. Административный центр Харбатовского муниципального образования.

## География
Село находится примерно 25 км к юго-востоку от рабочего посёлка Качуг, административного центра района.

## Население
| 2002 | 2010 | 2011 | 2012 |
| ---- | ---- | ---- | ---- |
| 488  | ↘460 | →460 | ↘459 |

### Половой состав
По данным Всероссийской переписи, в 2010 году в селе проживало 460 человек (216 мужчин и 244 женщины).